# Henry Brudenell-Bruce, V marchese di Ailesbury
Henry Augustus Brudenell-Bruce, V marchese di Ailesbury (Londra, 11 aprile 1842 – Tottenham House, 10 marzo 1911), è stato un politico e ufficiale inglese.

## Biografia
Era il figlio di Ernest Brudenell-Bruce, III marchese di Ailesbury, e di sua moglie, Louisa Elizabeth Horsley-Beresford.

## Carriera
Servì nella British Army raggiungendo il grado di capitano del 9º reggimento di fanteria e tenente colonnello nel 3º Battaglione de Wiltshire Regiment del Duca di Edimburgo.
Rappresentò il collegio di Chippenham in parlamento (1886-1892). Nel 1894 successe al titolo di marchese alla morte prematura di suo nipote e prese il suo posto nella Camera dei lord.

## Matrimonio
Sposò, il 10 novembre 1870, Georgiana Sophia Maria Pinckney, figlia di George Henry Pinckney. Ebbero tre figli:
- Lady Ernestine Maria Alma Georgiana Brudenell-Bruce (6 settembre 1871-18 maggio 1953), sposò Harry Hunt, non ebbero figli;
- George Brudenell-Bruce, VI marchese di Ailesbury (21 maggio 1873-4 agosto 1961);
- Lady Violet Louisa Marjory Brudenell-Bruce (1º marzo 1880-26 agosto 1923), sposò James Binney, non ebbero figli.

## Morte
Morì il 10 marzo 1911, all'età di 68 anni, a Tottenham House.
| Controllo di autorità | VIAF (EN) 304915160 · BAV 495/109032 |